# Dánská fotbalová reprezentace do 21 let

Logo Dánské fotbalové unie

Dánská fotbalová reprezentace do 21 let (dánsky Danmarks U/21-fodboldlandshold) je dánská mládežnická fotbalová reprezentace složená z hráčů do 21 let, která spadá pod Dánský fotbalový svaz (DBU – Dansk Boldspil-Union). Reprezentuje Dánsko v kvalifikačních cyklech na Mistrovství Evropy hráčů do 21 let a v případě postupu i na těchto šampionátech. 

Fotbalisté musí být mladší 21. roku na začátku kvalifikace, to znamená, že na evropském šampionátu poté mohou startovat i poněkud starší.
Dánská jedenadvacítka se ve své historii dvakrát probojovala do semifinále Mistrovství Evropy hráčů do 21 let, bylo to v letech 1992 a 2015.

## Účast na závěrečném turnaji ME U21
- 1978: čtvrtfinále
- 1980: nekvalifikovala se
- 1982: nekvalifikovala se
- 1984: nekvalifikovala se
- 1986: čtvrtfinále
- 1988: nekvalifikovala se
- 1990: nekvalifikovala se
- 1992: semifinále
- 1994: nekvalifikovala se
- 1996: nekvalifikovala se
- 1998: nekvalifikovala se
- 2000: nekvalifikovala se
- 2002: nekvalifikovala se
- 2004: nekvalifikovala se
- 2006: vyřazení v základní skupině
- 2007: nekvalifikovala se
- 2009: nekvalifikovala se
- 2011: automatická kvalifikace jakožto hostitel, vyřazení v základní skupině
- 2013: nekvalifikovala se
- 2015: semifinále[2]
- 2017: základní skupina
- 2019:
- ,   2021: